# Tầng sinh bần

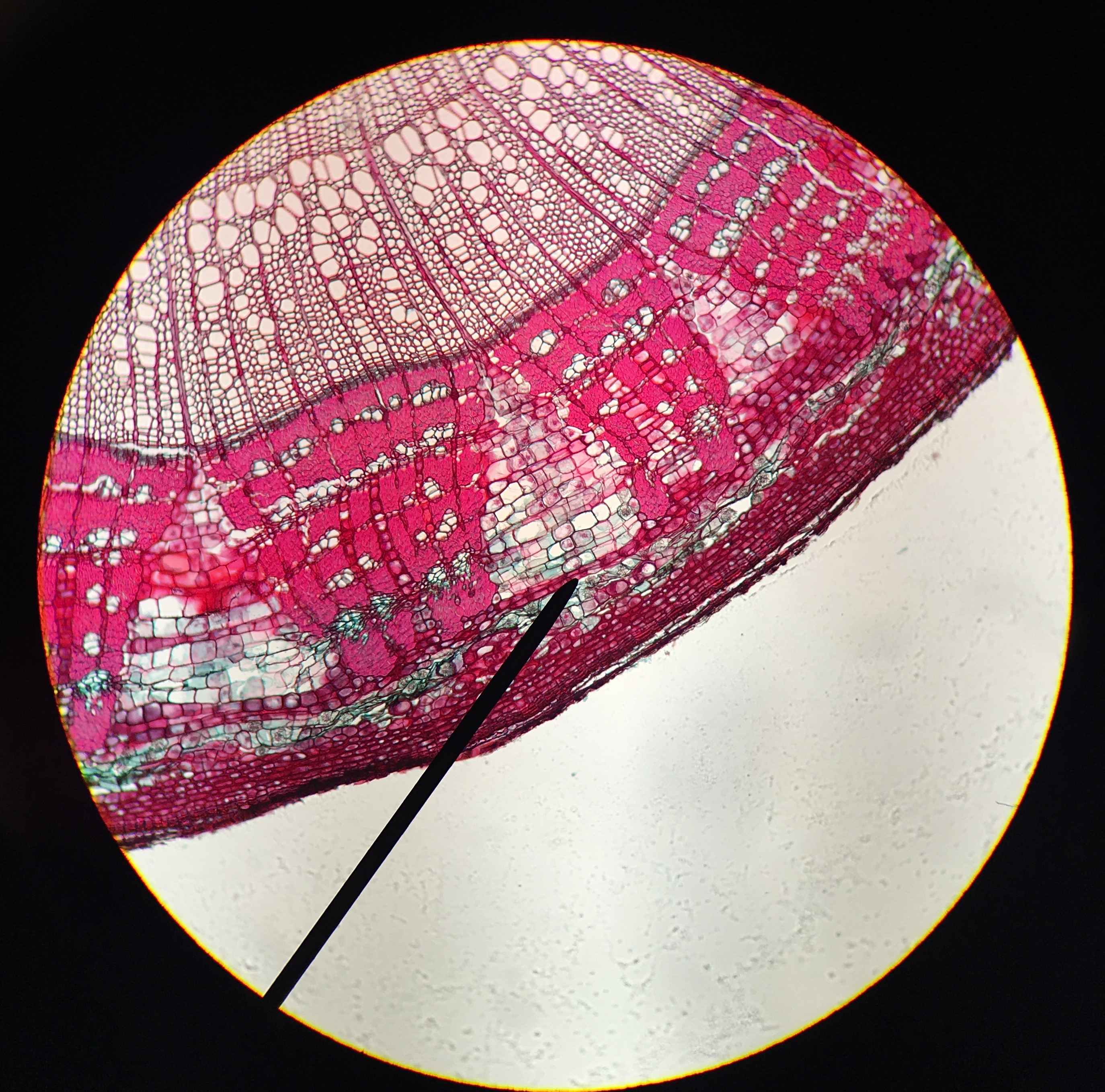
Tầng sinh bần của một cây thân gỗ (Tilia) nằm sát vỏ cây. Nó khác với tầng sinh mạch nằm ở giữa vòng mạch gỗ ở bên trong và vòng mạch rây.

Tầng sinh bần, còn gọi là tầng sinh vỏ, tầng phát sinh bần - lục bì, tượng tầng bần hay tượng tầng sube nhu bì (tiếng Anhː cork cambium, pericambium hay phellogen, số nhiềuː cambia hoặc cambiums) là một mô được tìm thấy trong nhiều loài thực vật có mạch như một phần của biểu bì. Nó là một trong nhiều lớp vỏ cây, nằm giữa lớp bần và lớp vỏ sơ cấp. Tầng sinh bần là mô phân sinh bên và chịu trách nhiệm cho sự phát triển thứ cấp thay thế lớp biểu bì ở rễ và thân. Nó được tìm thấy trong thân gỗ của nhiều loại cây hai lá mầm, cây hạt trần và một số cây một lá mầm (cây một lá mầm thường thiếu sinh trưởng thứ cấp). Nó là một trong những mô phân sinh của thực vật - một loạt các mô bao gồm các tế bào đĩa phôi (phân hóa không hoàn toàn) mà từ đó cây phát triển. Chức năng của tầng sinh bần là sản xuất lớp bần, một vật liệu bảo vệ chắc chắn.
Tầng sinh bần là lớp tế bào mô phân sinh chịu trách nhiệm cho sự phát triển của vỏ ngoài. Các tế bào phát triển vào bên trong được gọi là tầng lục bì hay tầng vỏ lục (phelloderm), và các tế bào phát triển ra bên ngoài được gọi là mô bần (phellem hoặc cork). Do đó, vỏ cây bao gồm ba lớp khác nhau:
- Tầng lục bìː bên trong tầng sinh bần; bao gồm các tế bào nhu mô sống
- Tầng sinh bần - mô phân sinh làm phát sinh vỏ ngoài
- Mô bần (mô chết khi trưởng thành)ː các khoảng trống trong mô này đầy không khí và điều này khác nhau giữa các loài khác nhau, và cũng phụ thuộc nhiều vào độ tuổi và điều kiện tăng trưởng, có thể quan sát thấy từ các bề mặt khác nhau của vỏ. Vỏ có thể nhẵn, nứt, lợp ngói, có vảy hoặc tự bong ra.

## Tầm quan trọng kinh tế

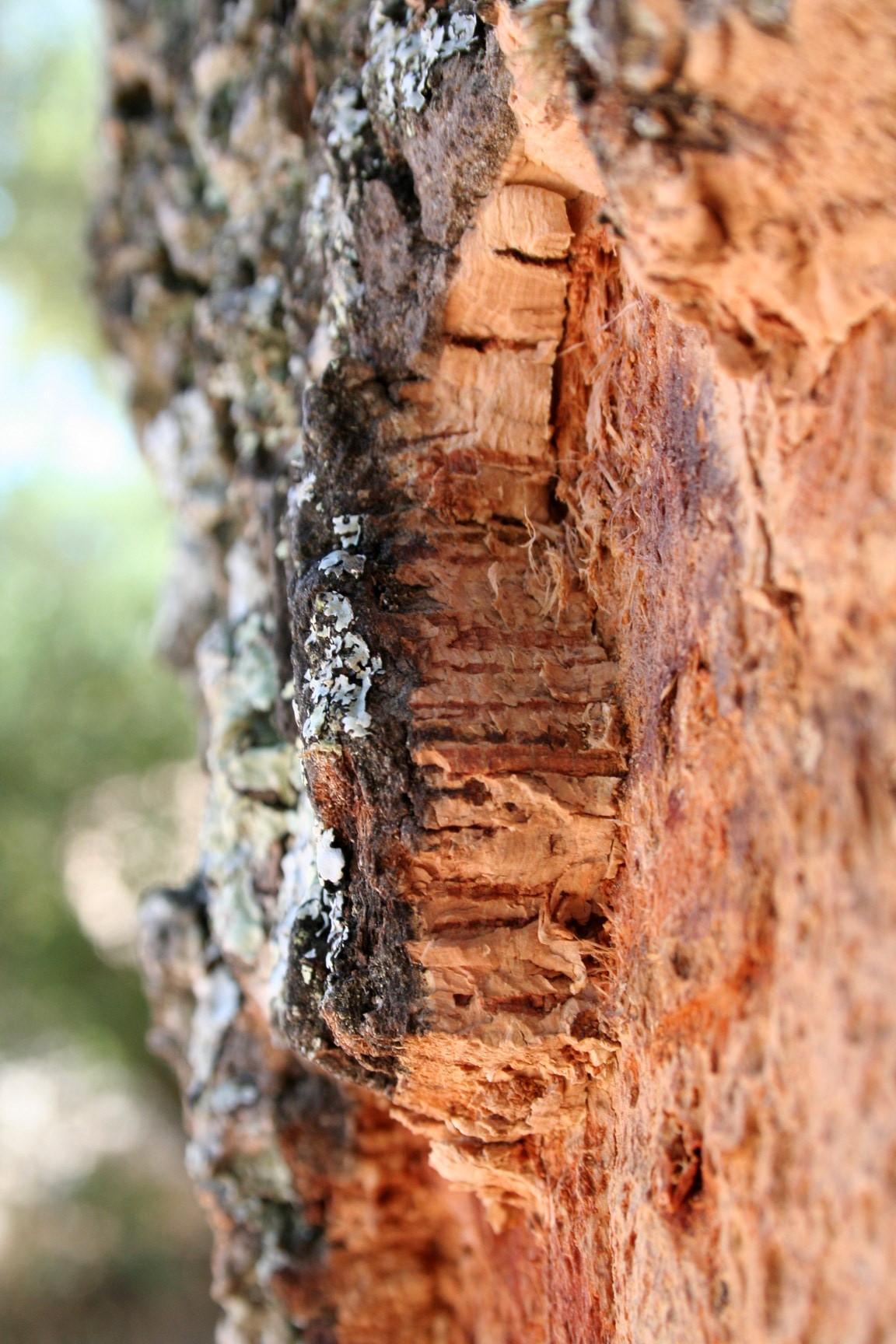
Vỏ cây Sồi bần Quercus suber, Bồ Đào Nha có nhiều ứng dụng quan trọng

Nút bần thương mại có nguồn gốc từ vỏ cây Sồi bần Quercus suber. Vật liệu này có nhiều công dụng bao gồm sản xuất nút chai rượu vang, bảng thông báo, đế lót ly, miếng lót nồi, các vật cách nhiệt, niêm phong cho nắp, ván sàn, miếng đệm cho động cơ, phao cần câu cá, tay cầm cho cần câu và vợt tennis,... Nó cũng là vật liệu mài mòn có độ bền cao/trọng lượng/chi phí thấp cho các nguyên mẫu khí động học trong các đường hầm gió, cũng như các bộ phận giảm tải trọng của phương tiện phóng vệ tinh, các bề mặt tiếp đất và các khớp nén trong các đầu phun động cơ tên lửa rắn có lực đẩy.
Nhiều loại bần được dùng làm vật liệu phủ.